# Балушка Христина Ігорівна
Балушка Христина Ігорівна (нар. 20 жовтня 1984, Одеса, Одеська область, УРСР — † 25 жовтня 2018, м. Х'юстон, штат Техас, США) — українська та американська майстриня, дизайнер, декоратор, засновниця бренду «БАЛУШКА: мистецтво паперових квітів».

## Життєпис
З дитинства мріяла стати дизайнером, з 12 років почала моделювати та шити одяг.
- 2001 — закінчила Рішельєвський ліцей при Одеському державному університеті імені І. І. Мечникова[2].
- 2005 — закінчила Одеський національний університет імені І. І. Мечникова, де здобула економічну освіту. Після навчання деякий час працювала в одеській будівельній компанії.
- 2009 — разом з чоловіком переїхала у м. Х'юстон (штат Техас, США).
- 2011 — закінчила американський коледж Houston Community College, Fashion department за фахом «Модельєр». Коли Христина закінчувала навчання в коледжі, викладач попросила її виготовити паперові квіти для фотосесії для компанії, що виробляє весільний одяг. Так, випадково, захоплення шиттям витіснила пристрасть до конструювання квітів із паперу.

|  | З кожною новою квіткою я бачила прогрес і розуміла, що то є моє покликання. Я закінчила навчання, паралельно зрозумівши, що набагато щасливіша, коли роблю квіти, ніж коли шию. Тому вирішила кардинально змінити кар’єру і стати художником… чи просто людиною, яка робить паперові квіти. |

- 2012 — заснувала компанію «БАЛУШКА: мистецтво паперових квітів» з офісом у Х'юстоні. Пізніше відкрила філію у м. Дубай (Об'єднані Арабські Емірати).
- 2015 — переможець у номінації «Найкращий декоратор» («Best Decorator») award from Bridal Extravaganza Show.
- 2016 — переможець у номінації «Найкращі аксесуари» («Best Accessorises») на виставці Bridal Extravaganza.
- 2017 — виготовила новорічні декорації для Міжнародного аеропорту у Х'юстоні[3], а у 2018 році прикрашала аеропорт до Дня матері.

Вироби та інсталяції Балушки прикрашають вітрини магазинів, фестивальні майданчики, офіси, торгівельні виставки і галереї у багатьох країнах світу. Співпрацювала з організаторами Тижня моди у Нью-Йорку (New York Fashion Week, NYFW) і такими відомими брендами, як Netflix, Macy's, Lord & Taylor, Vera Bradley, Estee Lauder, Sugarfina.
Одна з робіт майстрині знаходиться в Музеї сучасного мистецтва в Х'юстоні (Museum of Fine Arts Houston). Створені Христиною ювелірні прикраси експонуються у Музеї сучасного мистецтва в Чикаго (Museum of Contemporary Art).
Померла від агресивної форми нейроендокринної карциноми підшлункової залози.